# Arkadiusz Wantoła

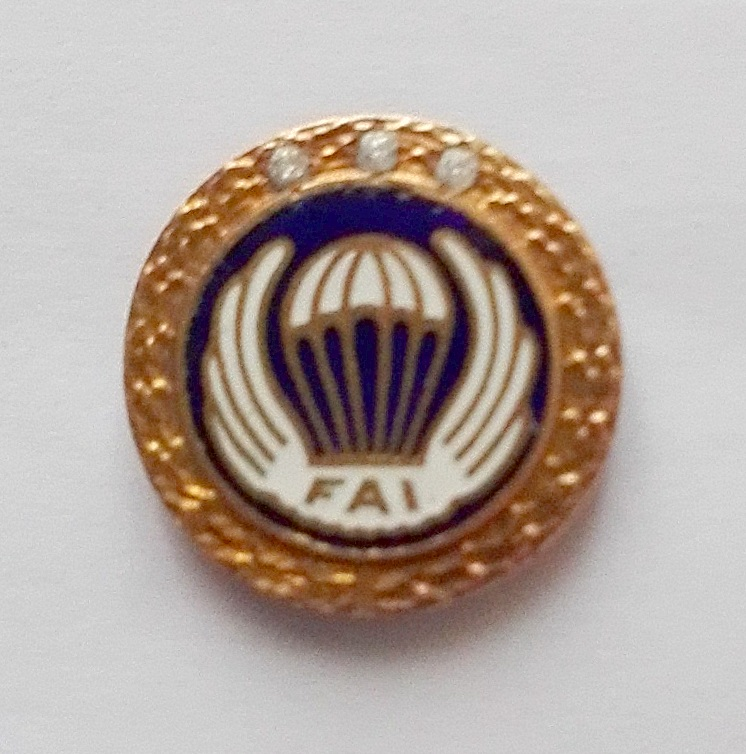
Złota odznaka skoczka spadochronowego z 3. diamentami FAI

Arkadiusz Michał Wantoła ps. „Pingwin” (ur. 24 kwietnia 1954 w Gdańsku, zm. 2 lutego 2021 w Warszawie) – polski skoczek spadochronowy w tym skoczek doświadczalny, instruktor spadochronowy I klasy, trener, mechanik spadochronowy, medalista mistrzostw Polski i Europy, międzynarodowy sędzia spadochronowy  FAI.

## Działalność sportowa
Skoki rozpoczął 28 maja 1972 w Aeroklubie Warszawskim na Gocławiu pod okiem instruktora Andrzeja Domańskiego. W latach 1975–1977 służył w 6 Pomorskiej Dywizji Powietrznodesantowej, a jednocześnie był zawodnikiem plutonu wyczynowego WKS „Wawel” Kraków. Od roku 1977 instruktor zawodowy Sekcji Spadochronowej Aeroklubu Warszawskiego, a w latach 1978–2019 piastował funkcję jej kierownika, honorowy członek Aeroklubu Warszawskiego. Był instruktorem spadochronowym INS, INS(SL), seniorem egzaminatorem LKE w zakresie PJ (B,C,D), INS. Posiadał uprawnienia mechanika spadochronowego (riggerskie) 028 P. Był autorem wielu regulacji i procedur dotyczących skoków spadochronowych w Polsce. Zdobył złotą odznakę spadochronową z trzema diamentami. Swój 1000 skok wykonał 18 lipca 1981, 5000 skok 15 września 2012. Na swoim koncie ma wykonanych ponad 6500 skoków ze spadochronem.
W latach 1986–1994 pracował też jako skoczek doświadczalny i kierownik Działu Prób w Locie i Kontroli Jakości w legionowskich ZSTiT Aviotex. Razem z
Mieczysławem Wardzałą, Tomaszem  Koskiem i Stanisławem Mikrutem uczestniczył w tworzeniu spadochronu typu: L-1 Feniks (pierwszego polskiego spadochronu wyczynowego w układzie „plecy–plecy”) i szkolnego spadochronu typu: L-2 Kadet.
Jako międzynarodowy sędzia spadochronowy FAI sędziował Mistrzostwa Świata w Bekescsabie (Węgry), Vrsarze (Chorwacja), Thalgau (Austria) i Ise-Shimie (Japonia), a także Mistrzostwa Europy w Efezie (Turcja). Wielokrotnie sędziował w Mistrzostwach Polski, Mistrzostwach Wojska Polskiego i Mistrzostwach Polski Związku Polskich Spadochroniarzy. Przez dwie kadencje, w latach 1998–2002 i 2002–2006 pełnił rolę przewodniczącego Komisji Spadochronowej Aeroklubu Polskiego. W roku 2000 ukończył kurs menadżerów organizacji imprez sportowych.
28 marca 2000 został odznaczony Srebrnym Krzyżem Zasługi w uznaniu wybitnych zasług w działalności społecznej i za osiągnięcia w rozwijaniu sportu spadochronowego oraz za zasługi dla Związku Polskich Spadochroniarzy.
W filmie telewizyjnym W kogo ja się wrodziłem (rok produkcji 2001) był jako: konsultant (lotnictwo), obsada aktorska (mechanik, instruktor–spadochroniarz), a w filmie fabularnym Nadzieja (rok produkcji 2006) konsultant (ds. spadochroniarstwa).
Pogrzeb Arkadiusza „Pingwina” Wantoły odbył się 12 lutego 2021 w Warszawie. Uroczystości rozpoczęły się o godz. 12.00 w domu pogrzebowym na Powązkach Wojskowych. Złożenie urny w grobie rodzinnym na cmentarzu Wawrzyszewskim.

## Upamiętnienie
Aeroklub Warszawski zorganizował cykliczne ogólnopolskie spadochronowe zawody na celność lądowania:  Memoriał Arkadiusza „Pingwina” Wantoły. Pierwsza impreza odbyła się 28–30 maja 2021, na lotnisku w Chrcynnie. Celem zawodów jest popularyzacja sportu spadochronowego, wyłonienie zwycięzców w klasyfikacji indywidualnej i drużynowej oraz spotkanie skoczków i wymiana doświadczeń.

## Osiągnięcia sportowe
- 1985 – 10–13 października Międzynarodowe Zawody Spadochronowe – Paracinie (Jugosławia). Klasyfikacja drużynowa: I miejsce – Aeroklub Warszawski (Wojciech Łobodda, Arkadiusz Wantoła, Jacek Kiersk). Klasyfikacja indywidualna: III miejsce – Arkadiusz Wantoła[13].
- 1986 – 16–18 maja Międzynarodowe Zawody Spadochronowe o Puchar Prezydenta – Malmi. Klasyfikacja drużynowa: I miejsce Aeroklub Warszawski. Klasyfikacja indywidualna: III miejsce – Arkadiusz Wantoła[14].
- 1995 – 3–9 września 25 Międzynarodowe Spadochronowe Zawody o Puchar Tatr. Klasyfikacja drużynowa: III miejsce – Aeroklub Warszawski. Klasyfikacja indywidualna oldboys: I miejsce – Arkadiusz Wantoła[15].
- 2004 – 10 października uczestniczył w ustanowieniu Rekordu Sekcji, w Relative Work (RW-16), w składzie: Arkadiusz Pingwin Wantoła, Wojciech Magister Artych, Dariusz Banan Banaszkiewicz, Szymon Namolny–Simon Chełmicki, Agata Czarownica Czapnik, Zbigniew Ponton Domalewski, Jörgen Jorguś Freiberg, Piotr Gorol Góralski, Aleksandra Alexis Kowalska, Robert Fazi Leki, Zbigniew Tatko Ochmański (team leader), Piotr Kłusol Ostaszewski, Mariusz Malutki Pawłowski, Tomasz Prusakolep Prusak, Katarzyna Szura Szymańska, Jarosław Zwierzak Zwierzyński, Artur Bravos Ceran (kamera)[9].
- 2012 – 19 sierpnia na lądowisku Chrcynno Arkadiusz Wantoła jako kamerzysta uczestniczył w ustanowieniu rekordu Chrcynna w tworzeniu formacji wieloosobowych. Rekord, to formacja zbudowana z 22. skoczków (RW-22) w składzie: Wojciech Magister Artych, Dariusz Banan Banaszkiewicz, Agnieszka Heca Bołdak, Tomasz Biskup Kozłowski, Zbigniew Zbig Kordzikowski, Arkadiusz Maya Majewski, Patrik Demolka Mółka, Zbigniew Tatko Ochmański, Janusz Onufry Onufrowicz, Leszek Wąsiu Potępa, Mariusz Malutki Pawłowski, Rafał Śliczny Popławski, Tomasz Pru Prusak, Renata Słomka Sosnowska, Konrad Kondzio Sulowski, Katarzyna Szura Szymańska, Tomasz Eskimos Witkowski, Michał Koszmarek Barański,  Artur Barvos Ceran, Grzegorz Gregor Ilczuk, Małgorzata Cisowianka Poniatowska, Dariusz Rainbow Tęcza[9].
- 2013 – 1–4 października XVII Spadochronowe Mistrzostwa Polski w Formation Skydiving-4 Chrcynno 2013. Klasyfikacja zespołowa: III miejsce i tytuła drugiego wicemistrza Polski – Sky4Four Aeroklub Warszawski: Michał Barański, Anna Dzido, Zbigniew Kordzikowski, Arkadiusz Szczebiot, Arkadiusz Wantoła (kamera).
- 2014 – 1–3 października XVIII Spadochronowe Mistrzostwa Polski w Formation Skydiving-4 Kruszyn 2014. Klasyfikacja zespołowa: II miejsce wicemistrza Polski – Sky4Four Aeroklub Warszawski: Zbigniew Kordzikowski, Arkadiusz Szczebiot, Gordon Hodgkinson, Michał Barański, Arkadiusz Wantoła (kapitan, kamera).
- 2015 – wrzesień, Mistrzostwa Europy w FS-4 (Teuge – Holandia). Klasyfikacja zespołowa: III miejsce w kategorii Female z drużyną No Mercy: Maja Ważniewicz, Kinga Komorowska, Iwona Raczkiewicz, Karina Laszuk, Arkadiusz Wantoła (kamera)[16].

## Odznaczenia i wyróżnienia
- Srebrny Krzyż Zasługi[10] (28.03.2000)[10]
- Tytuł i odznaka Zasłużony Działacz Lotnictwa Sportowego[4] (6.06.1998)[17]
- Tytuł Zasłużony Mistrz Sportu[4] (26.08.1981)[8].

## Galeria

Arkadiusz Michał Wantoła ps. „Pingwin”
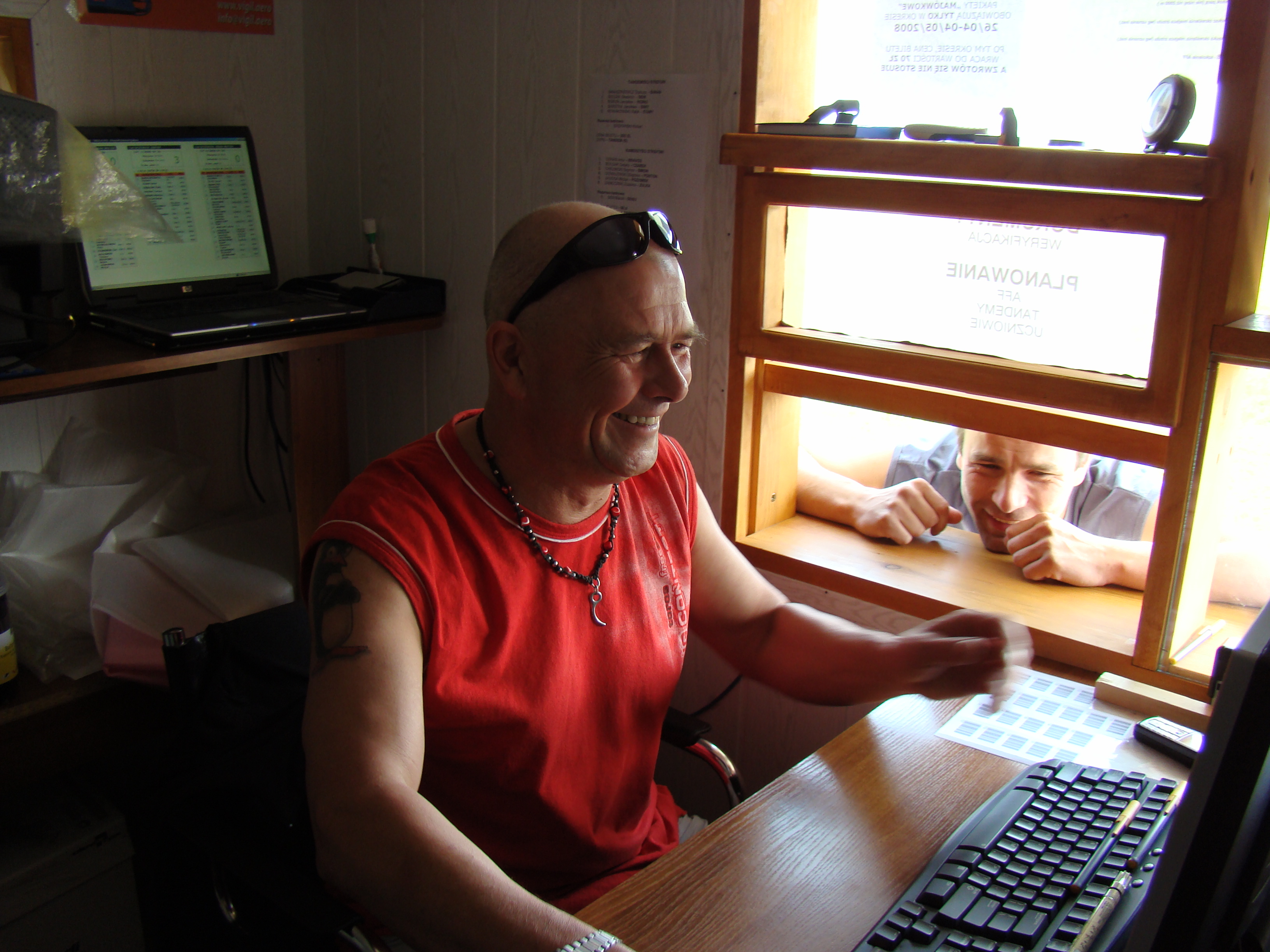
(kwiecień 2008)
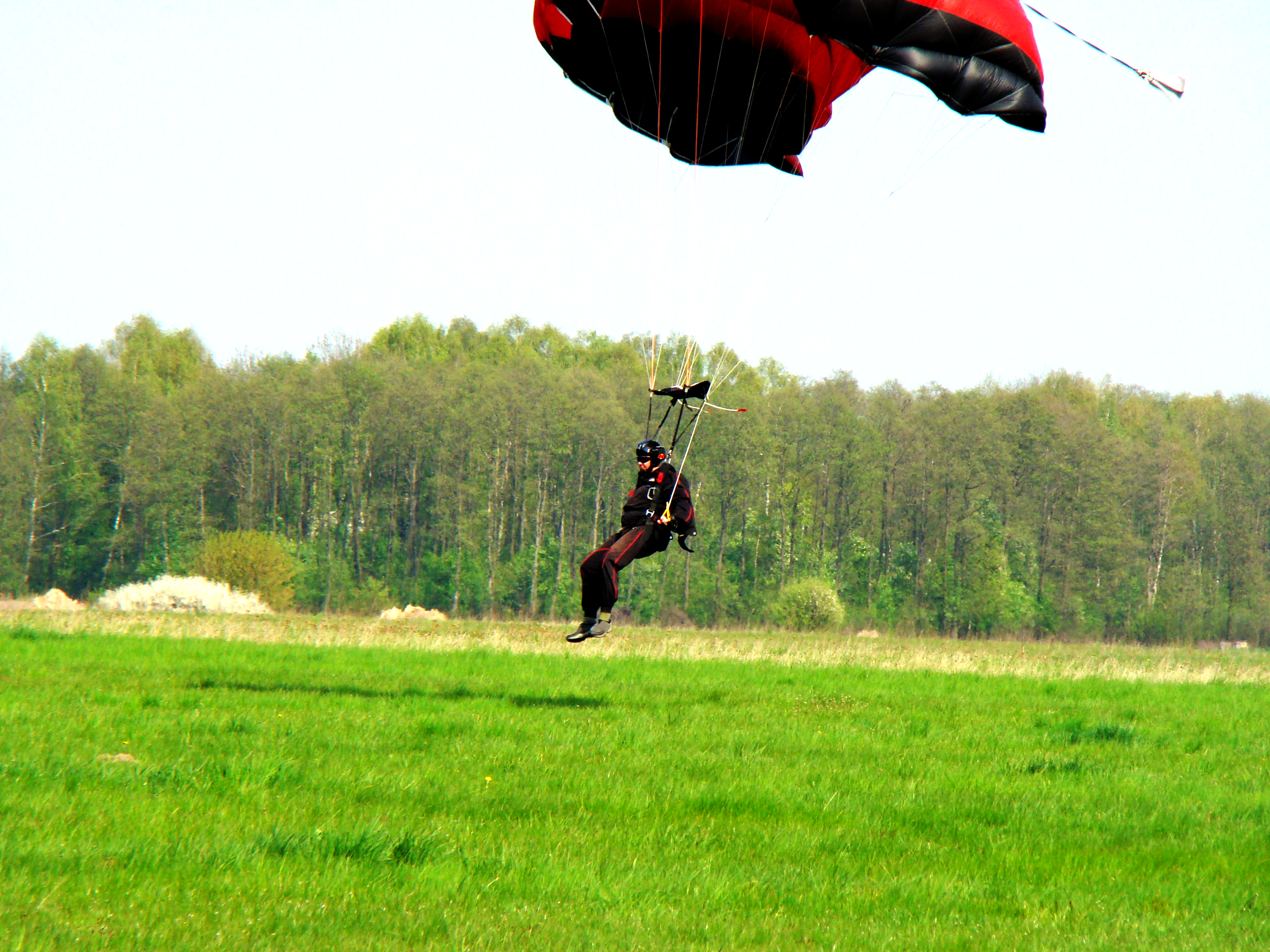
(kwiecień 2008)
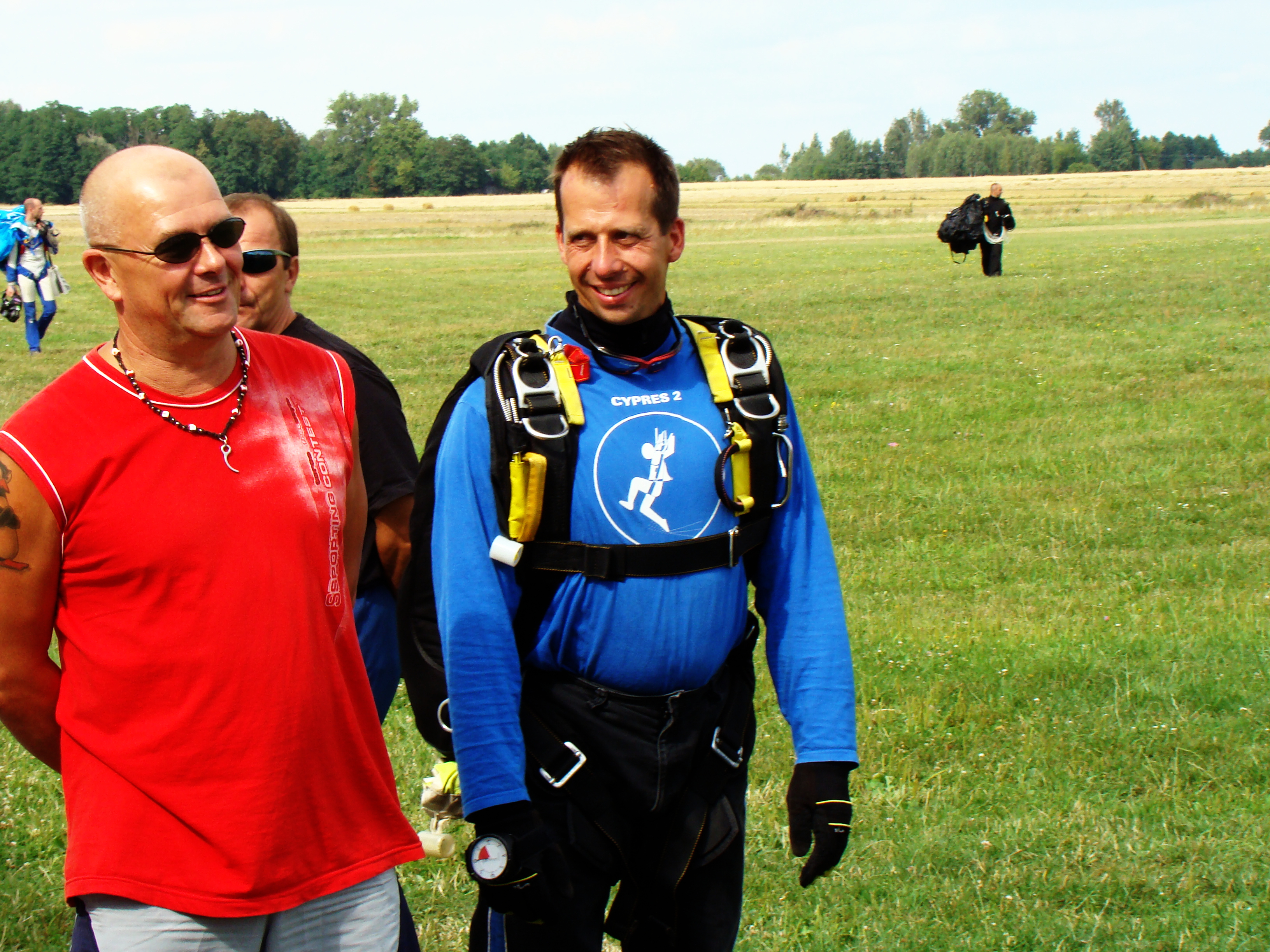
(sierpień 2008)
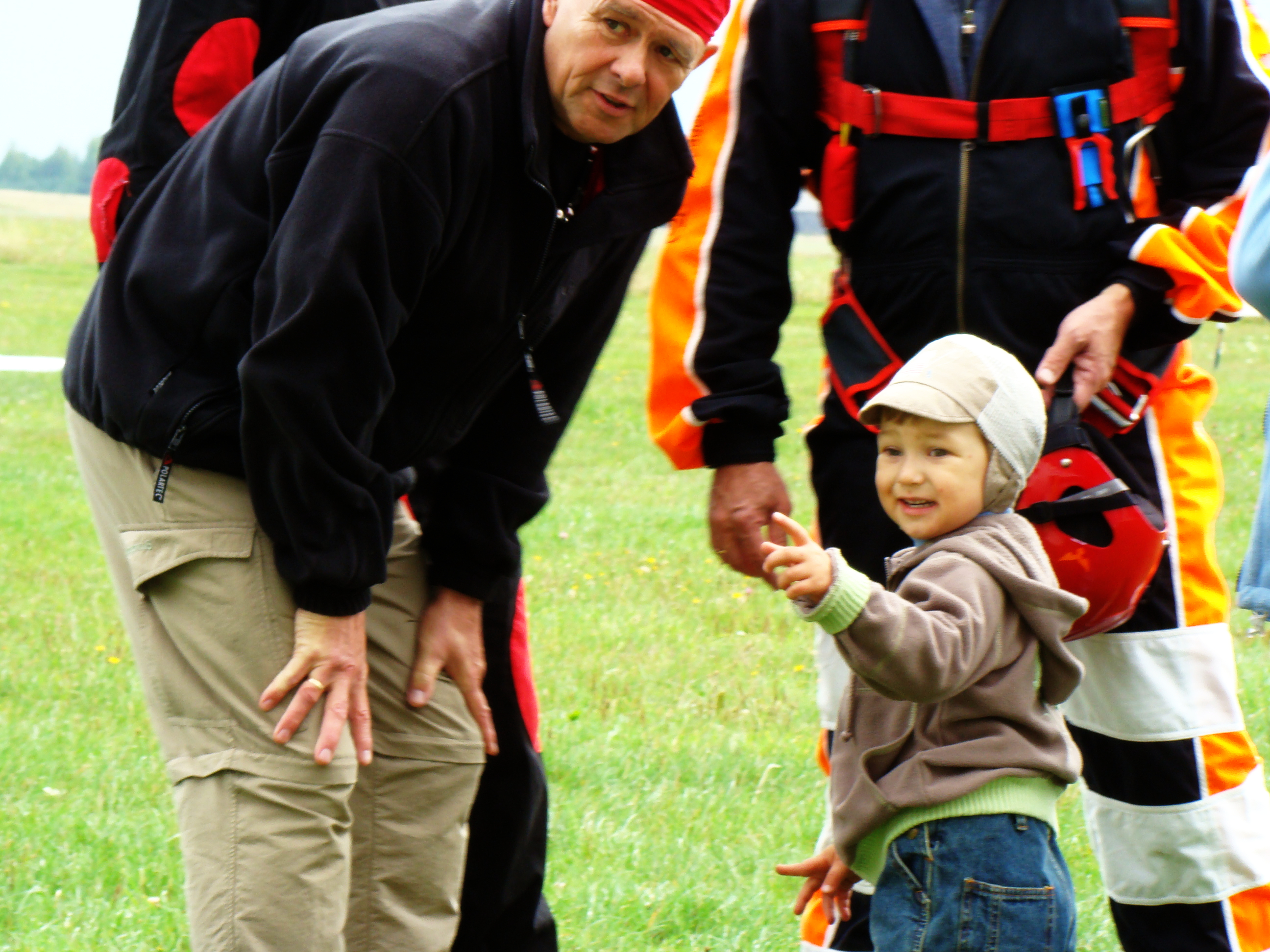
(sierpień 2008)